# Izland a 2022. évi téli olimpiai játékokon
Izland a kínai Pekingben megrendezett 2022. évi téli olimpiai játékok egyik részt vevő nemzete volt. Az országot az olimpián 2 sportágban 5 sportoló képviselte, akik érmet nem szereztek.

## Alpesisí
Férfi
| Versenyző             | Versenyszám | 1. futam      | 1. futam      | 2. futam | 2. futam | Összesítés | Összesítés |
| Versenyző             | Versenyszám | Idő           | Hely.         | Idő      | Hely.    | Idő        | Helyezés   |
| --------------------- | ----------- | ------------- | ------------- | -------- | -------- | ---------- | ---------- |
| Sturla Snær Snorrason | Műlesiklás  | nem ért célba | nem ért célba | kiesett  | kiesett  | kiesett    | kiesett    |

Női
| Versenyző                       | Versenyszám            | 1. futam      | 1. futam      | 2. futam | 2. futam | Összesítés | Összesítés |
| Versenyző                       | Versenyszám            | Idő           | Hely.         | Idő      | Hely.    | Idő        | Helyezés   |
| ------------------------------- | ---------------------- | ------------- | ------------- | -------- | -------- | ---------- | ---------- |
| Hólmfríður Dóra Friðgeirsdóttir | Óriás-műlesiklás       | nem ért célba | nem ért célba | kiesett  | kiesett  | kiesett    | kiesett    |
| Hólmfríður Dóra Friðgeirsdóttir | Műlesiklás             | 57,39         | 43.           | 56,48    | 36.      | 1:53,87    | 38.        |
| Hólmfríður Dóra Friðgeirsdóttir | Szuperóriás-műlesiklás |               |               |          |          | 1:17,41    | 32.        |

## Sífutás
Távolsági
Férfi
| Versenyző        | Versenyszám     | Klasszikus | Klasszikus | Szabad  | Szabad | Összesen  | Összesen |
| Versenyző        | Versenyszám     | Idő        | Hely.      | Idő     | Hely.  | Idő       | Helyezés |
| ---------------- | --------------- | ---------- | ---------- | ------- | ------ | --------- | -------- |
| Snorri Einarsson | 15 km           |            |            |         |        | 41:17,6   | 36.      |
| Snorri Einarsson | 30 km           | 41:37,4    | 25.        | 40:33,5 | 29.    | 1:22:50,1 | 29.      |
| Snorri Einarsson | 50 km (28,4 km) |            |            |         |        | 1:14:51,6 | 23.      |

Sprint
| Versenyző                               | Versenyszám         | Selejtező | Selejtező | Negyeddöntő | Negyeddöntő | Elődöntő | Elődöntő | Döntő   | Helyezés |
| Versenyző                               | Versenyszám         | Idő       | Hely.     | Idő         | Hely.       | Idő      | Hely.    | Idő     | Helyezés |
| --------------------------------------- | ------------------- | --------- | --------- | ----------- | ----------- | -------- | -------- | ------- | -------- |
| Isak Stianson Pedersen                  | Férfi egyéni sprint | 3:11,95   | 78.       | kiesett     | kiesett     | kiesett  | kiesett  | kiesett | 78.      |
| Snorri Einarsson Isak Stianson Pedersen | Férfi csapatsprint  |           |           |             |             | 21:05,66 | 10.      | kiesett | 19.      |
| Kristrún Guðnadóttir                    | Női egyéni sprint   | 3:49,59   | 74.       | kiesett     | kiesett     | kiesett  | kiesett  | kiesett | 74.      |